# Ерміт парагвайський
Ермі́т парагвайський (Phaethornis pretrei) — вид серпокрильцеподібних птахів родини колібрієвих (Trochilidae). Мешкає в Південній Америці.

## Опис

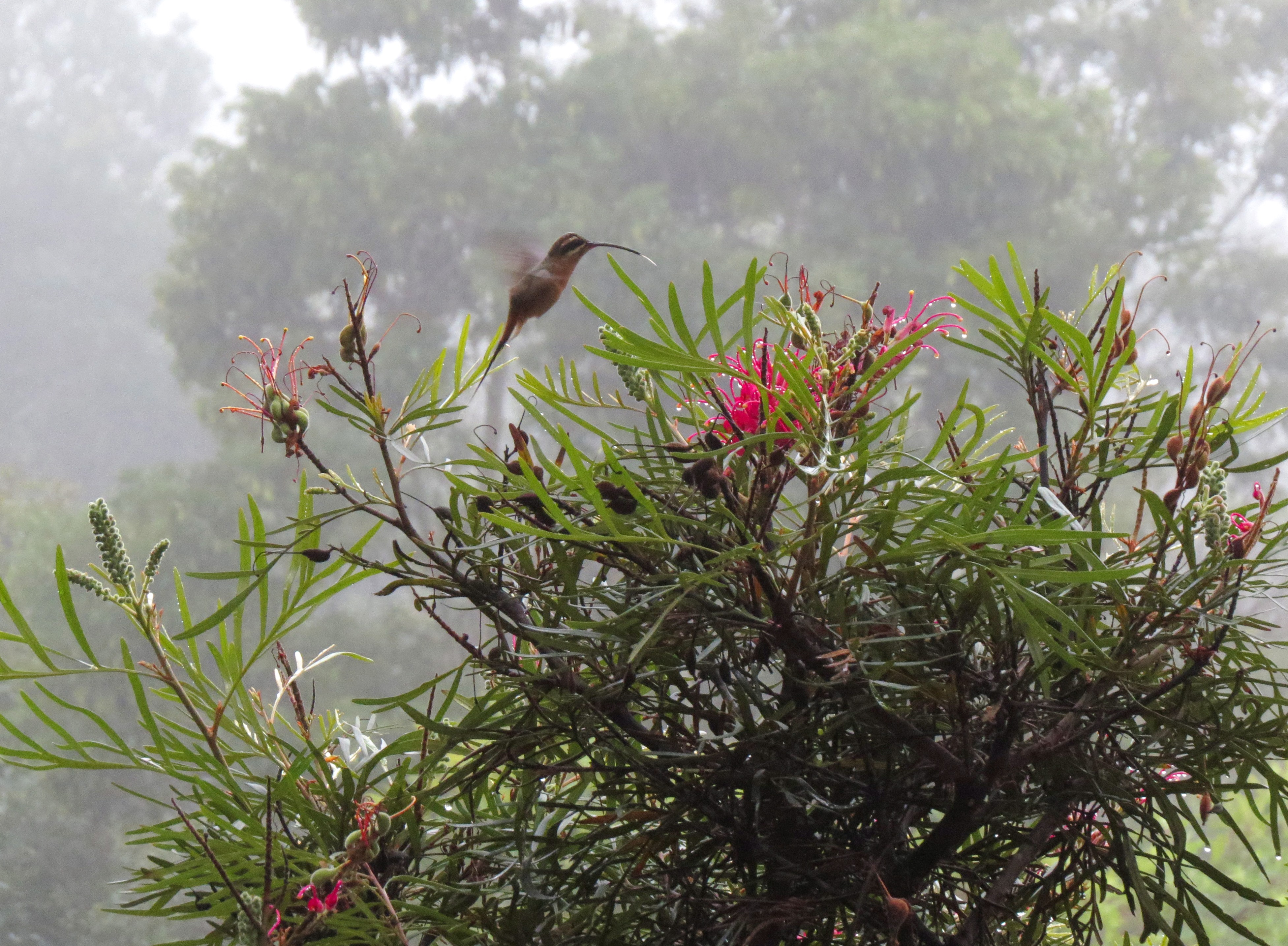
Парагвайський ерміт

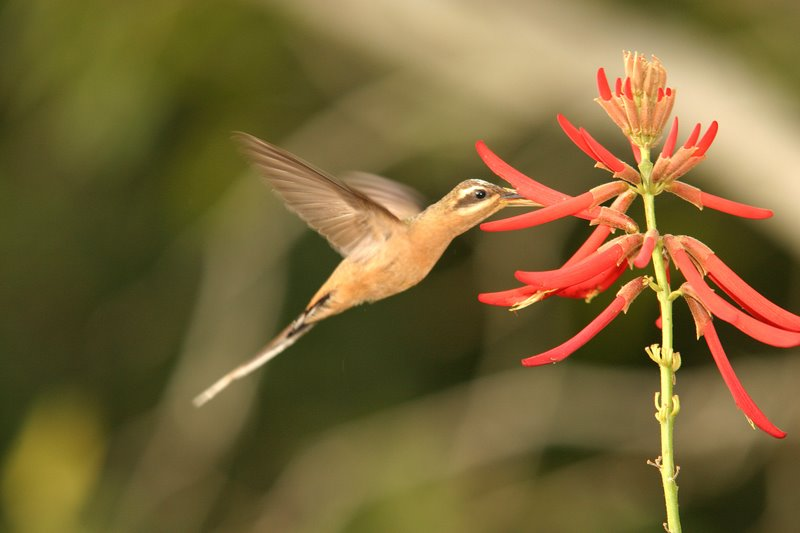
Парагвайський ерміт

Довжина птаха становить 14,5-15,5 см. Верхня частина тіла оливково-зелена, надхвістя і верхні покривні пера хвоста руді. Нижня частина тіла охриста. Стернові пера мають білі кінчики, центральні пера дещо видовжені. Дзьоб довгий, дещо вигнутий, довжиною 31 мм, знизу біля основи червонуватий. У самиць крила дещо коротші, дзьоб менш вигнутий.

## Поширення і екологія
Парагвайські ерміти поширені від східної Бразилії до Парагвая та до передгір'їв Анд в Болівії і північній Аргентині, спостерігалися в Перу, в долинах річок Уайяґа і Майо-Чінчіпе. Вони живуть в підліску сухих тропічних лісів, на узліссях і галявинах, в рідколіссях, чагарникових заростях каатинги, галерейних лісах і садах, на висоті від 400 до 2100 м над рівнем моря. Живляться нектаром квітів, пересуваючись за певним маршрутом, а також дрібними комахами і павуками. Сезон розмноження триває переважно з серпня по квітень. Гніздо відносно велике, конусоподібне. На відміну від гнізд інших ермітів, воно підвішується до вертикально розташованої гілки, в тріщині серед скель, іноді під трубою або мостом. В кладці 2 яйця.